# 戸石伸泰
戸石 伸泰（といし のぶやす、1957年1月8日 - ）は、元朝日放送テレビ（ABCテレビ）アナウンサー。
2017年3月に同局を定年で退職するまでは、朝日放送（ABC、現・朝日放送グループホールディングス）のアナウンサーを経て、報道情報局ニュースセンターの記者や放送番組審議会事務局長を務めていた。

## 来歴・人物
大阪府堺市北区金岡団地生まれ、エジプト・カイロや兵庫県西宮市などで過ごす。関西学院大学経済学部への在学中には、体育会の水上競技部に所属していた。
大学卒業後の1980年に、アナウンサーとして朝日放送に入社。入社当初は、『ABCヤングリクエスト』（ラジオの深夜番組）でパーソナリティを務めたほか、主にスポーツ中継の実況を担当していた。「10.19」（1988年10月19日にダブルヘッダーとして川崎球場で開かれたロッテ・オリオンズ対近鉄バファローズ戦）のテレビ中継では、2試合とも近鉄側のベンチリポーターを務めている。
1993年10月に『ニューススタジアムABC』（平日の夕方にラジオで放送された報道番組）のメインキャスターへ抜擢されたことを機に、報道系のアナウンサーへ転じた。2000年代半ばまでは報道記者とアナウンサーを兼任していたが、以降は事実上記者職に専念。後に放送番組審議会の事務局長を務めた。
2017年3月に朝日放送（当時）の定年を迎えてからは、「シニアスタッフ」への移行を経て、テレビ・ラジオの定時ニュースでアナウンサーとしての活動を再開。朝日放送→朝日放送テレビの正社員アナウンサーと同じ扱いで、宿直勤務や早朝勤務にも随時入っていた。そして任期満了を控えた2021年12月17日放送のラジオ『岩本・西森の金曜日のパパたち』内16時台のニュース（直後の『金パパ』本編にも出演し、後輩アナウンサーの岩本計介とモンスターエンジンの西森洋一から労われた）を以ってアナウンサーとしての活動を終了した。
趣味は大型バイクの運転。

## 担当番組
- ABC NEWS（テレビ）
- ABCニュース（ラジオ）
  - ラジオでは、前身の『朝日新聞ニュース』時代に一時、「ニュースデスク」という肩書で担当。記者職への異動を機に、テレビ・ラジオとも担当を外れていたが、「シニアスタッフ」へ移行した2017年4月から出演を再開。
- ニュース探偵局（ラジオ） - 不定期で（数週に1回）出演。
- スポーツ実況（プロ野球・高校野球・アメフトなど）
- 速報!甲子園への道（テレビ）
- キャスト（テレビ） - 2017年度から、ストレートニュースや特集のナレーターを随時担当。
- ニューススタジアムABC（ラジオ、1993年10月～1997年3月）
- スポーツフルサンデー（ラジオ）
- ABCヤングリクエスト（ラジオ）[1]
- 近鉄バファローズアワー（ラジオ）[1]10.19ロッテ×近鉄のベンチリポーターを2試合とも担当した。
- アナパラ〜Oh!ラフィーキ〜（インターネットラジオ「Webio」、プロデューサー兼務）